# Yao (série télévisée)
Pour les articles homonymes, voir Yao.
Yao est un feuilleton télévisé franco-ivoirien en treize épisodes de 25 minutes, en noir et blanc, réalisé par Claude Vermorel, dont l'histoire se déroule en Afrique et qui a été diffusé à partir du 11 mars 1969 sur la deuxième chaîne de l'ORTF. Il a été diffusé dans au moins douze pays différents.

## Synopsis
Dans une Afrique légendaire, Yao, un jeune garçon veut venger l'assassinat de son père. Accusé de sorcellerie, il doit fuir son village natal et s'enfoncer dans la forêt profonde dont il apprendra les secrets. Il reviendra après avoir trouvé le coupable...

## Distribution
- François Bogui : Yao (adulte)
- Clémence Lagaud : Digbo
- Lajdi Doumia : Poo
- Dembele Barry : Zakoro
- Goura Oba : Adoua
- Eugénie Kouassa : Elloa
- Yao Kouakou : Yao (enfant)

## Épisodes
1. Le petit homme
2. Elloa
3. Les pierres sacrées
4. C’est toujours pour une fille
5. Le sorcier
6. Le couple dans la savane
7. Les maîtres de la brousse
8. Les lions
9. Le guet-apens
10. Le peuple de l’eau
11. Les hommes du tonnerre
12. Le tournoi
13. Le retour au pays natal

Chaque épisode commence par un bref résumé des épisodes précédents.